# Olry Terquem (géologue)
Pour les articles homonymes, voir Olry Terquem et Terquem.
Olry Terquem, né à Metz (Moselle) le 25 septembre 1797 (4 vendémiaire an VI) et mort le 19 juin 1887 dans le 16e arrondissement de Paris, est un géologue amateur lorrain. Il participa par ses travaux à la naissance de la paléontologie lorraine.

## Travaux
C'est à un âge avancé qu'il réalisa la majeure partie de son œuvre scientifique :
- Étude des foraminifères fossiles avec de surprenantes découvertes évolutives à une époque où Darwin construisait sa théorie de l'évolution, d'autant que parmi ses détracteurs, se comptaient les plus éminents paléontologues de son époque qui lui opposaient l'absence fréquente de formes de transition.
- Caractérisation paléontologique et stratigraphique du niveau situé à Hettange-Grande (Moselle) qui reçut le nom d'Hettangien. Le nom du géologue suisse Eugène Renevier est classiquement associé à l'étage Hettangien. Cependant, ce sont des géologues lorrains à qui revient le mérite d’avoir découvert, combattu et reconnu cette place toute particulière dans l’échelle stratigraphique, dès 1830 avec Victor Simon, puis surtout dès 1847 avec Olry Terquem. Terquem joua un rôle de premier plan dans la controverse géologique autour de ce premier étage du Jurassique qui atteint son apogée en 1852. Cette controverse opposa les tenants de la géologie appliquée — corps des ingénieurs des Mines — aux géologues amateurs qui comprirent les premiers le rôle de la paléontologie dans l'étude de la stratigraphie. L'analyse de la controverse de l'Hettangien permet de considérer Olry Terquem comme le véritable découvreur de l'Hettangien.

## Biographie
Il appartenait à une famille juive, installée à Metz sous Louis XIV. Olry Terquem ne fut pas le seul scientifique de sa famille puisque son oncle Olry Terquem (1782-1862) était mathématicien, polytechnicien, son fils Alfred Terquem (1831-1887), ancien élève de l’École normale supérieure (rue d'Ulm — Paris), physicien et professeur à la faculté des sciences de Lille et de Marseille, son cousin est Paul Terquem, professeur d'hydrographie à l'Ecole de la Marine à Dunkerque et son petit-fils Émile Terquem (1870-1933) polytechnicien lui aussi. Olry Terquem est également le beau-père du médecin et député de la Moselle Edouard Bamberger.
Il grandit dans une famille juive progressiste, son oncle homonyme étant à l’origine du mouvement libéral qui eut en partie gain de cause dès 1856. Il organisait d’ailleurs des cours d’instruction religieuse et morale à l’École centrale rabbinique, fondée à Metz en 1830.
En 1822, il devint pharmacien diplômé de la faculté de Paris puis revint s’installer à Metz. À partir de 1833, il donna des cours de chimie industrielle à l’école centrale de Metz. Après avoir vendu sa pharmacie en 1852, il se consacra à la géologie et à la paléontologie. Il fut membre de nombreuses sociétés : académie royale de Metz, société d’histoire naturelle du département de la Moselle dès 1836, société des sciences médicales de la Moselle, société géologique de France à partir de 1850, société d’histoire naturelle du Luxembourg dès 1851, société géologique de Vienne et conservateur de la section de géologie du musée de Metz.
Il s’efforça de réunir au musée de Metz, où il donnait des cours de géologie, des collections de roches et de fossiles du département de la Moselle : il devint ainsi l’un des conservateurs du musée d’histoire naturelle. C’est de là que datent ses relations avec Alcide d’Orbigny. Il rencontra Louis Agassiz en Suisse et travailla un temps à la critique de sa classification des mollusques fossiles.
Arpentant la Lorraine, les Ardennes et le Luxembourg entre 1845 et 1865, il montra brillamment les apports de la paléontologie à la stratigraphie. Il fut le découvreur de l’Hettangien, premier étage international du Jurassique dont il réalisa la paléontologie entre 1847 et 1855.
Après la défaite de 1870 et l'annexion de la Lorraine, Terquem et sa famille quittèrent Metz pour Paris. Il entreprit alors, au laboratoire de paléontologie du Muséum national d'histoire naturelle, le classement et le rangement des collections de foraminifères d’Alcide d’Orbigny. Il mourut en pleine connaissance le 19 juin 1887.

## Principales publications
- Paléontologie de l'étage inférieur de la formation liasique de la province de Luxembourg : Grand-Duché (Hollande), et de Hettange, du département de la Moselle, Paris, Gide et J. Baudry, 1855 (lire en ligne)
- avec E. Piette, Le Lias inférieur de l'est de la France, comprenant la Meurthe, la Moselle, le Grand-duché de Luxembourg, la Belgique et la Meuse, Paris, F. Savy, 1868 (lire en ligne)
- avec E. Jourdy, Monographie de l'étage bathonien dans de Département de la Moselle, Paris, Société géologique de France, 1869 (lire en ligne)
- avec G. Berthelin, Étude microscopique des marnes du Lias moyen, d'Essey-les-Nancy, zone inférieure de l'assise a Ammonites margaritatus, Paris, Société géologique de France, 1875 (lire en ligne)
- Essai sur le classement des animaux qui vivent sur la plage et dans les environs de Dunkerque. par M. O. Terquem, ancien pharmacien, Mémoires de la Société dunkerquoise pour l'encouragement des sciences, des lettres et des arts, 1875-76 (vingtième vol.) (lien (page 146) sur Gallica).
- Les foraminifères et les entomostraces-ostracodes du pliocène supérieur de l'Ile de Rhodes, Paris, Société géologique de France, 1878 (lire en ligne)
- Les foraminifères de l'éocène des environs de Paris, Paris, Société géologique de France, 1882 (lire en ligne)
- Les Entomostracés-Ostracodes du système oolithique de la zone à ammonites parkinsoni de Fontoy (Moselle), Paris, Société géologique de France, 1885 (lire en ligne)
- Les Foraminifères et les ostracodes du Fuller's-earth des environs de Varsovie, Paris, Société géologique de france, 1886 (lire en ligne)